# Сурсько-Михайлівська сільська рада
Сурсько-Михайлівська сільська рада — орган місцевого самоврядування у Солонянському районі Дніпропетровської області з адміністративним центром у с. Сурсько-Михайлівка.

## Населені пункти
Сільській раді підпорядковані населені пункти:
- с. Сурсько-Михайлівка
- с. Богданівка
- с. Новотарасівка

## Склад ради
Рада складається з 16 депутатів та голови.